# 세계 여성과학인의 날

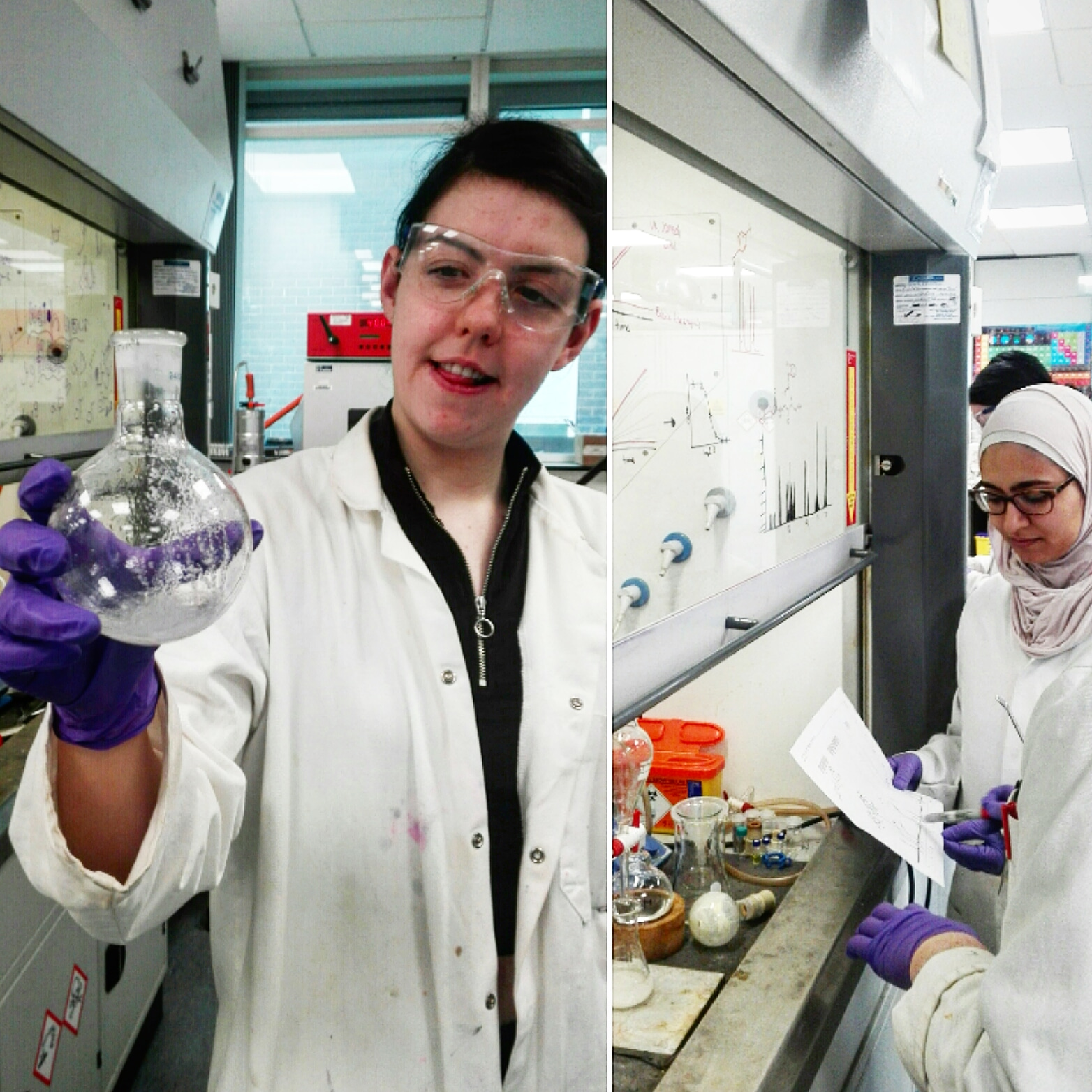
여성 박사와 석사 학생들이 화학 실험실에서 실험을 한다(2018)

세계 여성과학인의 날(영어: International Day of Women and Girls in Science)은  매년 2월 11일이다. 2015년 12월 22일, 제70회 UN 총회에서 과학 분야 내 성별 불평등을 해소하고, 과학계 진출을 위한 동등한 참여 기회를 부여하기 위해 지정하였다. UN 여성 기구와 유네스코는 과학계 여성들의 진흥과 과학계 진출을 꿈꾸는 여성 청소년의 교육 혜택 확대를 목적으로 정부, 기관, 단체 그리고 시민 사회와 협력하여 다양한 프로그램을 수행하고 있다.

## 지정 배경
UN은 지속 가능한 발전을 위한 2030년 의제에서(2030 Agenda for Sustainable Development) 양성평등을 필수 요소로 뽑았다. 과학계 역시 오랜 편견으로 인하여 연구 현장에서 여성이 소외되고 있으며, 성적 고정관념이 여성 청소년이 과학을 선택하는데 걸림돌이 되고 있음을 문제로 인식하고, 여성이 과학 연구자로서 충분한 능력을 발휘할 수 있는 환경을 조성하고자 세계 여성과학인의 날을 지정하였다.

## 세계 여성과학인의 날 행사

### 대한민국
과학기술정보통신부 산하 공공기관인 한국여성과학기술인육성재단(WISET)는 세계 여성과학인의 날을 기념하기 위해 2019년부터 관련 캠페인, 진로 특강 등의 행사를 개최하고 있다.

## UN의 활동현황
- 세계 여성과학인의 날 총회 개최(매년, 2016~2020)[3]
- 로레알-유네스코 세계여성과학자상(L'Oréal-UNESCO Awards for Women in Science)[4]
- 개발도상국 여성 과학자 기구(OWSD, Organization for Women in Science for the Developing World)[5]
- STEM 분야 성평등을 위한 유네스코 프로젝트(SAGA, STEM and Gender Advancement)[6]
- 선진국 및 개도국 고등교육기관 협력 프로젝트(UNITWIN, University Twinning and Networking Networks in Gender, Science and Technology)[7]